# Jail Bait – Überleben im Frauenknast
Jail Bait – Überleben im Frauenknast (englischer Originaltitel Jailbait) ist ein US-amerikanischer Sexploitationfilm aus dem Jahr 2014 mit Sara Malakul Lane in der Hauptrolle.

## Handlung
Seit ihrer frühen Kindheit leidet die Jugendliche Anna Nix unter sexueller Misshandlung durch ihren Stiefvater. Als dieser sie eines Tages erneut vergewaltigen will, stößt Anna ihn zurück, woraufhin ihr Stiefvater gegen eine zersplitternde Vase stößt, sich den Hals aufschlitzt und stirbt. Anna wird wegen Totschlags zu einer vier- bis neunjährigen Haftstrafe in einer kalifornischen Hochsicherheitseinrichtung für jugendliche Straftäterinnen verurteilt. Schon bald erfährt Anna körperliche Misshandlung durch die anderen Gefangenen und wendet sich hilfesuchend an den Gefängnisdirektor Frank Baragan, der von ihr sexuelle Gefälligkeiten verlangt. Doch Anna lehnt ab. Um Schutz vor anderen Gefangenen zu erhalten, will sich Anna einer Gruppe um die Anführerin Kody anschließen, muss jedoch ein Aufnahmeritual durchlaufen, bei dem sie Streit mit anderen Insassen anfängt und zur Strafe zwei Tage in Isolationshaft verbringt. Psychisch gebrochen gibt Anna Direktor Baragans Nötigungen nach und gerät in eine Abwärtsspirale aus sexuellem Missbrauch, Gewalt, Drogenkonsum und seelischem Schmerz.

## Kritiken
Auf dem Filmportal Internet Movie Database kommt der Film bei 4.450 abgegebenen Wertungen auf 4,3 von 10 Punkten.
Das Lexikon des internationalen Films beurteilt den Film als „für die unterste Unterhaltungsschublade produziertes Pseudo-Drama, das betont taff erotische Männerfantasien bedienen will, aber allenfalls unfreiwillige komisch wirkt.“